# SMAK
SMAK, Svensk Matpotatiskontroll, är en branschorganisation som verkar för att främja matpotatiskvalitet i Sverige.
Organisationen bildades 1952 och fick efter riksdagsbeslut status som officiellt kontrollorgan 1959. Sedan 1991 ägs SMAK av potatisbranschen, efter att uppdraget och stödet från staten dragits in.
SMAK använder sig av två klassificeringar av potatis, "Klass 1" och "Klass 2", där Klass 1 är den bättre.